# Guy Lapébie
Martial Guy Lapébie (Saint-Geours-de-Maremne, 28 de diciembre de 1916-Saint-Gaudens, 8 de marzo de 2010) fue un deportista francés que compitió en ciclismo en las modalidades de ruta y pista. Fue hermano del también ciclista Roger Lapébie.
Participó en los Juegos Olímpicos de Berlín 1936, obteniendo tres medallas, oro en ruta por equipos, plata en ruta individual y oro en persecución por equipos en pista. Especialista en pista, consiguió numerosas victorias en esta disciplina. En ruta destacan dos victorias de etapa en el Tour de Francia.

## Medallero internacional
| Juegos Olímpicos | Juegos Olímpicos  | Juegos Olímpicos | Juegos Olímpicos |
| Año              | Lugar             | Medalla          | Competición      |
| ---------------- | ----------------- | ---------------- | ---------------- |
| 1936             | Berlín (Alemania) | Medalla de oro   | Ruta por equipos |
| 1936             | Berlín (Alemania) | Medalla de plata | Ruta individual  |

| Juegos Olímpicos | Juegos Olímpicos  | Juegos Olímpicos | Juegos Olímpicos        |
| Año              | Lugar             | Medalla          | Competición             |
| ---------------- | ----------------- | ---------------- | ----------------------- |
| 1936             | Berlín (Alemania) | Medalla de oro   | Persecución por equipos |

## Palmarés
- 1936

 Campeón olímpico por equipos
 Campeón olímpico de persecución
 Plata olímpica en la prueba de ruta individual
- 1937

1.º en Montpellier
- 1939

1.º en Périgueux
- 1942

Vencedor de una etapa del Circuito de Francia
1.º en el Premio Dupré-Lapize (con Adolphe Prat)
- 1943

1.º en el Gran Premio de Europa
- 1944

Vencedor de una etapa del Ómnium de la Ruta
- 1945

1.º en la Zuric-Lausana
- 1946

1.º en el Gran Premio de Locle
1.º en el Tour de los Tres Lagos y vencedor de 2 etapas
Vencedor de una etapa de la Vuelta a Suiza
- 1948

1.º en los Seis días de París, con Arthur Sérès
1.º en el Bol d'Or en Nimes
1.º en Bordeus
1.º en Troyes
Vencedor de una etapa del Tour de Francia
Vencedor de una etapa del Tour de Luxemburgo
- 1949

1.º en los Seis días de París (con Achiel Bruneel)
Vencedor de una etapa del  Tour de Francia
Vencedor de una etapa del Tour de Luxemburgo
- 1950

1.º en el Gran Premio de los Vinos de la Gironda y vencedor de una etapa
1.º en los Seis días de Saint-Étienne, con Achiel Bruneel
Vencedor de 4 etapas de la Vuelta a Marruecos
- 1951

1.º en los Seis días de Berlín, con Émile Carrara
1.º en los Seis días de Hannover, con Émile Carrara
1.º en los Seis días de Múnich, con Émile Carrara
- 1952

1.º en los Seis días de Berlín, con Émile Carrara
1.º en los Seis días de Dortmund, con Émile Carrara